# Topas
Das Mineral Topas, auch unter den irreführenden Handelsnamen Finder’s Diamant, Killiecrankie Diamant, Mogok-Diamant, Sächsischer Diamant und Sklaven-Diamant bekannt, ist ein häufig vorkommendes Inselsilikat mit der chemischen Zusammensetzung Al2[6][(F,OH)2|SiO4]. Die in den runden Klammern angegebenen Fluor- (F) und Hydroxidionen (OH) können sich in der Formel jeweils gegenseitig vertreten (Substitution, Diadochie), stehen jedoch immer im selben Mengenverhältnis zu den anderen Bestandteilen des Minerals. Ein F-freies OH-Analogon ist als synthetische Verbindung bekannt.
Topas kristallisiert im orthorhombischen Kristallsystem und entwickelt meist gut ausgebildete und teilweise sehr flächenreiche Kristalle mit kurz- bis langprismatischem oder säuligem Habitus und glasähnlichem Glanz auf den Oberflächen. In reiner Form ist er farblos und durchsichtig. Durch vielfache Lichtbrechung aufgrund von Gitterbaufehlern oder polykristalliner Ausbildung kann er aber auch weiß erscheinen und durch Fremdbeimengungen eine gelbe, rosarote bis braunrote, violette, hellblaue und hellgrüne Farbe annehmen, wobei die Transparenz entsprechend abnimmt.
Mit einer Mohshärte von 8 gehört Topas zu den harten Mineralen und dient als Bezugsgröße auf der bis 10 (Diamant) reichenden Skala nach Friedrich Mohs. Ähnlich wie Diamant ist er aber auch spröde und nach der Basis-Fläche (001) sehr leicht mit vollkommen glatten Bruchflächen zu spalten, was sich oft bereits durch Spaltrisse im Stein andeutet. Irregulär zerbrochene Topase weisen unebene bis schwach muschelförmige Bruchflächen auf.

## Etymologie und Geschichte
Nach Angaben des römischen Naturforschers Plinius des Älteren stammt der Name Topas von der Insel Topazos (vermutlich St.-Johannes-Insel) ab, die im Roten Meer gelegen ist. Tatsächlich wurde aber dort kein Topas, sondern Olivin abgebaut, der lange mit Topas verwechselt wurde. Eine andere Erklärung führt den Namen auf das Sanskrit-Wort tapas zurück, das „Feuer“ oder „Leuchten“ bedeutet.
Im Jahre 1740 wurde ein Topas, der so genannte Braganza-Diamant, im Glauben, es handle sich um einen echten Diamanten, in die portugiesische Krone eingesetzt.

## Klassifikation
Bereits in der veralteten 8. Auflage der Mineralsystematik nach Strunz gehörte der Topas zur Mineralklasse der „Silikate“ und dort zur Abteilung der „Neso-Subsilikate“, wo er zusammen mit Fraipontit, Sapphirin und Staurolith die „Topas-Staurolith-Sapphirin-Gruppe“ mit der Systemnummer VIII/A’.03 bildete.
Im zuletzt 2018 überarbeiteten und aktualisierten Lapis-Mineralienverzeichnis nach Stefan Weiß, das sich im Aufbau noch nach dieser alten Form der Systematik von Karl Hugo Strunz richtet, erhielt das Mineral die System- und Mineral-Nr. VIII/B.02-070. In der „Lapis-Systematik“ entspricht dies der Abteilung „Inselsilikate mit tetraederfremden Anionen“, wo Topas zusammen mit Andalusit, Boromullit, Kanonait, Kyanit, Mullit, Sillimanit und Yoderit die unbenannte Gruppe VIII/B.02 bildet.
Die von der International Mineralogical Association (IMA) verwendete 9. Auflage der Strunz’schen Mineralsystematik ordnet den Topas ebenfalls in die Abteilung der „Inselsilikate (Nesosilikate)“ ein. Diese ist allerdings weiter unterteilt nach der Kristallstruktur, so dass das Mineral entsprechend seinem Aufbau in der Unterabteilung „Inselsilikate mit zusätzlichen Anionen; Kationen in [4]er-, [5]er- und/oder nur [6]er-Koordination“ zu finden ist, wo es nur noch zusammen mit Krieselit die „Topasgruppe“ mit der Systemnummer 9.AF.35 bildet.
In der vorwiegend im englischen Sprachraum gebräuchlichen Systematik der Minerale nach Dana hat Topas die System- und Mineralnummer 52.03.01.01. Dies entspricht der Klasse der „Silikate“ und dort der Abteilung „Inselsilikate: SiO4-Gruppen und O, OH, F und H2O“, wo das Mineral ebenfalls zusammen mit Krieselit die „Topasgruppe“ mit der Systemnummer 52.03.01 innerhalb der Unterabteilung „Inselsilikate: SiO4-Gruppen und O, OH, F und H2O mit Kationen nur in [6]-Koordination“ zu finden ist.

## Kristallstruktur
Topas kristallisiert orthorhombisch in der Raumgruppe Pbnm (Raumgruppen-Nr. 62, Stellung 3) mit den Gitterparametern a = 4,65 Å; b = 8,80 Å und c = 8,39 Å sowie 4 Formeleinheiten pro Elementarzelle.

## Eigenschaften

### Chemische und physische Eigenschaften
Vor dem Lötrohr ist Topas unschmelzbar. Wird Topas auf über 1350 °C erhitzt, entweicht Fluor in Form von SiF4 und geht in Sillimanit und Korund über. Zusammen mit Phosphorsalz erhitzt, entweicht Fluorwasserstoff (HF).
Von reiner, konzentrierter Schwefelsäure wird Topas oberflächlich angegriffen, darin eingelegt wird er zersetzt. Verdünnte Schwefelsäure schädigt Topas dagegen nicht.

### Optische Eigenschaften
Im Dünnschliff ist Topas im linear-polarisierten Licht farblos und unauffällig: Er zeigt kein besonderes Merkmal, außer einer gegenüber Quarz und Feldspäten höheren Lichtbrechung. In Nachbarschaft solcher Minerale weist er damit ein positives Relief auf. Unter gekreuzten Polarisatoren zeigt Topas dagegen vergleichbare Interferenzfarben niedriger Ordnung wie Quarz und wird damit leicht übersehen.

## Varietät Pyknit

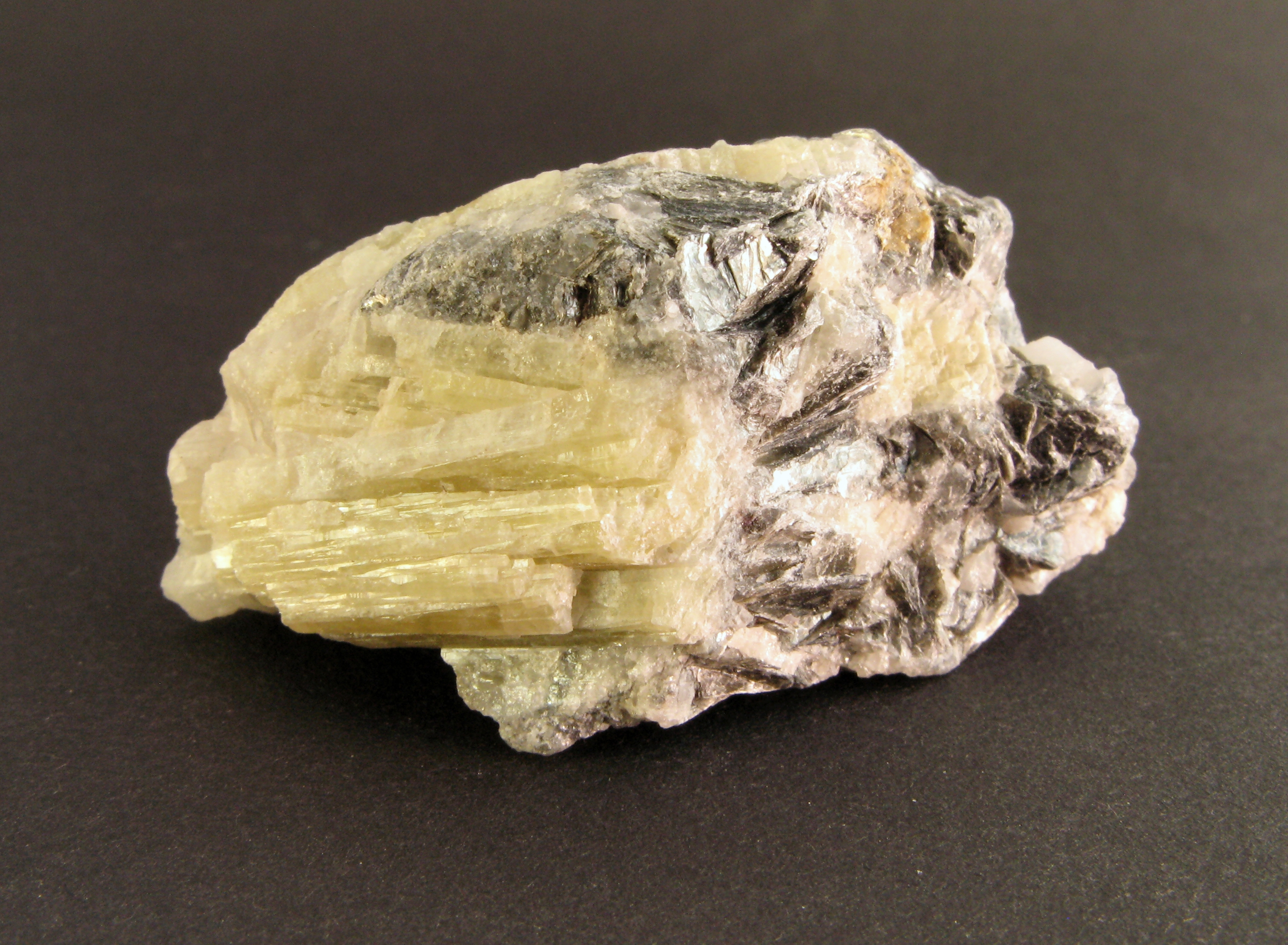
Pyknit aus Altenberg, Sachsen (Größe: 4,5 cm × 2,5 cm)

Eine bekannte Varietät ist Pyknit, ein strohgelbes, gelblich-rötliches oder weißgraues, stängelig gewachsenes Topas-Aggregat.

## Bildung und Fundorte

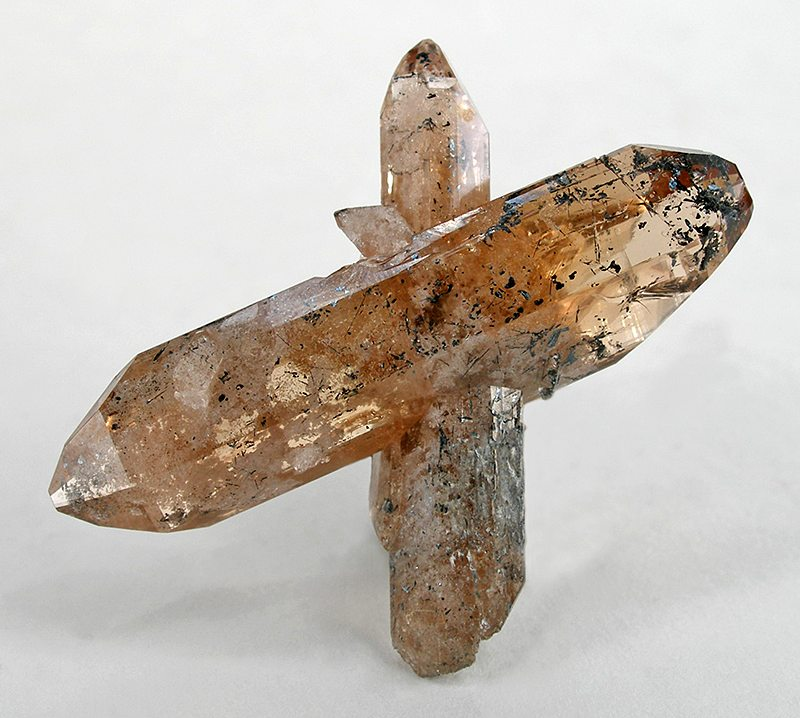
Sherryfarbener Topas mit Hämatit-Einschlüssen vom Topaz Mountain, Juab County, Utah, USA (Größe: 4,6 cm × 4,4 cm × 1,6 cm)

Topas findet sich in Form prismatischer, auf der Unterlage aufgewachsener Kristalle, daneben aber auch massiv oder in einer körnigen Variante. Meist tritt er zusammen mit Beryll, Mineralen der Turmalingruppe und Apatit in sauren magmatischen Gesteinen wie Granit-assoziierten Pegmatiten auf, daneben kommt er auch in sauren Vulkaniten wie Rhyolithen oder Gneisen und als Mineralseife zum Beispiel in Flusssedimenten vor.

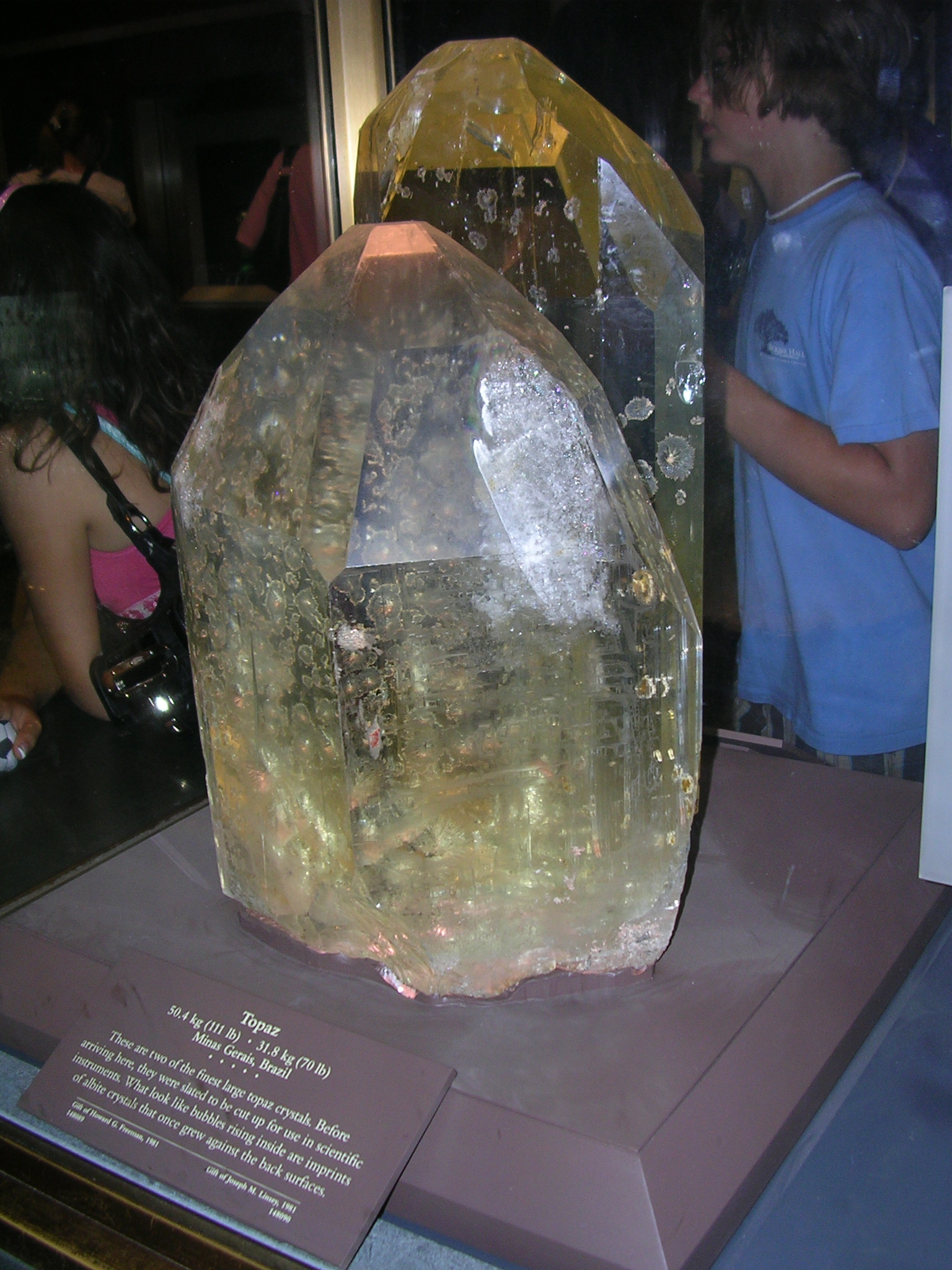
Zwei farblose Topase aus Minas Gerais, Brasilien, mit einem Gewicht von 50,4 kg und 31,8 kg, ausgestellt im National Museum of Natural History

Topaskristalle können bei günstigen Bildungsbedingungen sehr große und massereiche Kristalle ausbilden. Kristalle von 100 kg und mehr sind keine Seltenheit. Der größte jemals gefundene Topaskristall soll eine Länge von einem Meter und ein Gewicht von 2500 kg haben und bei Ribáuè, Alto Ligonha in Mosambik gefunden worden sein.
Im National Museum of Natural History werden zwei ungeschliffene Kristalle von 31,8 kg („Lindsay Topaz“) und 50,4 kg („Freeman Topaz“) ausgestellt, die ebenfalls zu den größten der Welt zählen (siehe Bild).
Historisch besonders bedeutsam war das Vorkommen weingelber Kristalle im Schneckenstein im Vogtland: Von dort stammen die geschliffenen Topase des Schmucks von August dem Starken (heute im Grünen Gewölbe in Dresden) und die in der englischen Königskrone. Ein weiterer bedeutender Topas ist der große Moghul mit 157 ct.
In Brasilien gibt es große Lagerstätten, in denen besonders große Kristalle gefunden wurden.
Weitere Fundorte sind unter anderem:
- viele Regionen in den USA
- mehrere Regionen in Mexiko
- Badakhshan, Laghman und Nangarhar in Afghanistan
- mehrere Regionen in Pakistan
- die Region um Mandalay in Myanmar
- die Zentralprovinz und Sabaragamuwa in Sri Lanka
- die Insel Honshū in Japan
- Norwegen und Schweden
- das Lugnez und weitere Regionen der Schweiz[15]
- Tschechien
- Provinz Tamanrasset in Algerien
- die östliche Region der Antarktis

## Verwendung als Schmuckstein
Topas ist ein wertvoller Schmuckstein, der allerdings aufgrund seiner relativen Häufigkeit auch bei großen und qualitativ hochwertigen Stücken nicht übermäßig teuer ist. Ausnahme ist der in der Natur sehr selten vorkommende blaue Topas, der auch als „Edel-Topas“ bezeichnet wird, sowie der ebenfalls seltene orangerote „Imperial Topas“ oder „Königstopas“.

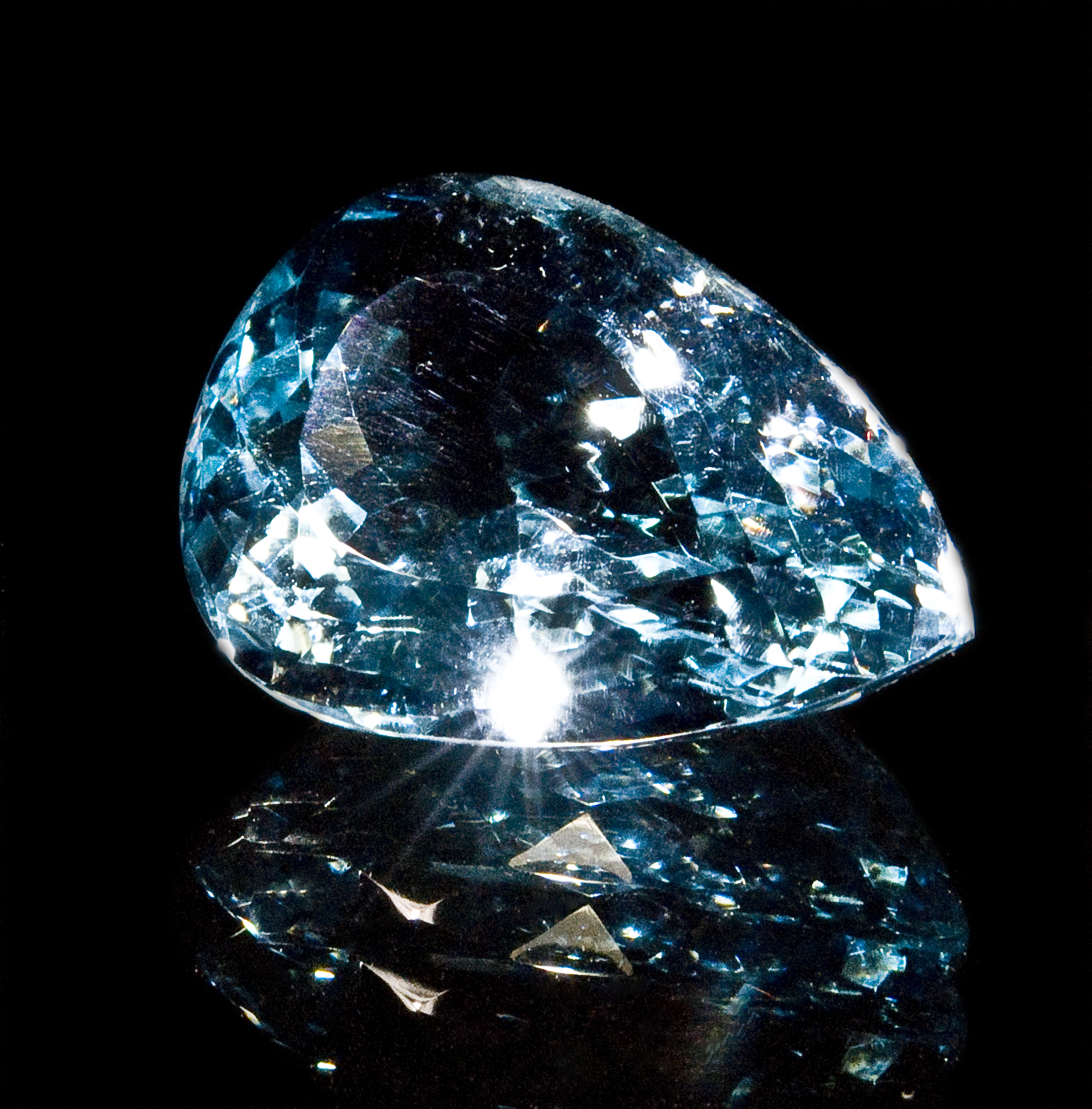
Geschliffener blauer Topas (Größe: 3,2 cm × 2,2 cm)
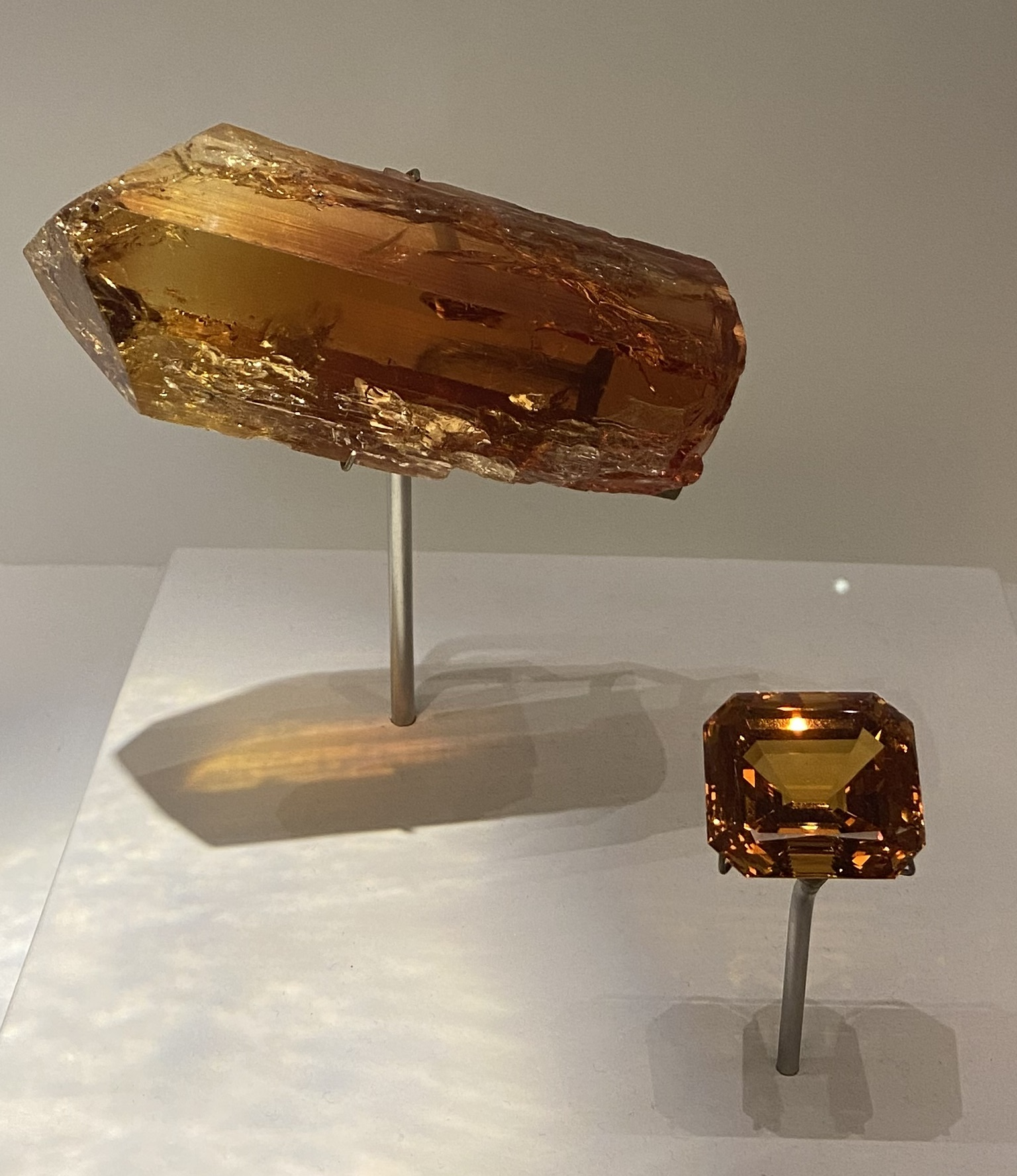
Naturbelassener und geschliffener Imperial Topas

### Bearbeitung
Aufgrund seiner vollkommenen Spaltbarkeit nach der Basis-Fläche ist Topas ein schwierig zu bearbeitender Stein. Rasche Temperaturwechsel sowie unvorsichtig durchgeführte Fassarbeiten können bereits zu Rissen und Sprüngen im Stein führen. Auch ein Ultraschallbad verträgt er nicht, wenn er viele Einschlüsse hat.

### Große und berühmte Topase
| Name                                  | Rohgewicht | Fundjahr | Fundland                | Bemerkung |
| ------------------------------------- | ---------- | -------- | ----------------------- | --- |
| „El-Dorado“ (auch Eldorado)           | 37 kg      | 1984     | Minas Gerais, Brasilien | Gelblichbraune Varietät im „Smaragd-Schliff“ mit einem Endgewicht von 31.000 ct (= 6,2 kg). Seit 1988 im National Museum of Natural History ausgestellt.       |
| „Lua de Marabá“ (Der Mond von Marabá) |            |          | Marabá, Pará, Brasilien | Graue Varietät im „Achteck-Schliff“ mit einem Endgewicht von 25.250 ct                                                                                         |
| „American Golden“                     | 11,8 kg    |          | Minas Gerais, Brasilien | Gelblichbraune Varietät im „Kissen-Schliff“ mit 172 Facetten, einem Endgewicht von 22.892,5 ct (= 4,578 kg) und einer Größe von 17,53 cm × 14,94 cm × 9,34 cm. |
| „Brazilian Princess“                  |            |          | Brasilien               | Hellblaue Varietät im „Carré-Schliff“ (Quadrat) mit einem Endgewicht von 21.005 ct (= 4,201 kg). Ausgestellt im National Museum of Natural History.            |
| „Golden Topaz Sphere“                 |            |          | Brasilien               | Gelblichbraune Varietät im „Kugel-Schliff“ mit einem Endgewicht von 12.555 ct (= 2,511 kg). Ausgestellt im National Museum of Natural History.                 |
| „Topaz Amarelo“ (Gelber Topas)        |            |          | Brasilien               | Gelbe Varietät im „Birnenschliff“ mit einem Endgewicht von 9600 ct (= 1,920 kg)                                                                                |
| „Topaz Azuli“ (Blauer Topas)          |            |          | Brasilien               | „Lebhaft“ blaue Varietät im „Kissen-Schliff“ mit einem Endgewicht von 8225 ct (= 1,645 kg)                                                                     |
| Ohne Eigenname                        |            |          | Brasilien               | Gelbe Varietät in unbekannter Schliffform mit einem Endgewicht 7725 ct. Ausgestellt im National Museum of Natural History.                                     |
| Ohne Eigenname                        |            |          | Brasilien               | Farblose Varietät im „Smaragd-Schliff“ mit einem Endgewicht von 4202 ct.                                                                                       |
| Ohne Eigenname                        |            |          | Brasilien               | Blaue Varietät in unbekannter Schliffform mit einem Endgewicht von 3273 ct. Ausgestellt im National Museum of Natural History.                                 |

## Manipulationen und Imitationen
Viele Topase werden durch Behandlung farblich verändert. Das kann durch Bestrahlung mit Gamma- oder Elektronenstrahlen (blau) „Idar-Blue“ (braun, grünlichbraun) oder durch Erhitzen (blau, rötlich) geschehen. So entstehen zum Beispiel der dunkelgrüne, bräunliche oder violette Mystic-Fire-Topas (Handelsname) oder der Indian-Summer-Topas (Handelsname), der rosa bis hellviolett ist.
Trotz ihres Namens sind Madeira- und Rauchtopas keine echten Topas-Minerale. „Madeiratopas“ ist ein Handelsname für Citrin oder gelbgebrannten Amethyst, „Rauchtopas“ ist ein Rauchquarz. Alle sind mit dem echten Topas in keiner Weise verwandte Minerale, sondern makrokristalline Quarz-Varietäten.